# Var e vargen
Var e vargen (talspråkstavning av "var är vargen", även stiliserat Var é vargen) är en postpunklåt av det svenska rockbandet Imperiet, släppt som singel 1986.

## Historia
Låten spelades in redan 1985 under namnet Den vilda världen. Omslag för både 7" och 12"-singel trycktes upp men då bandet inte var nöjda med den slutliga mixen så avbröts lanseringen och omslagen förstördes.
Första släpp av låten på skiva blev istället den engelska översättningen "The Wild World" som släpptes som baksida på singeln Peace den 2 april 1986. Först den 7 maj lanserades slutligen det svenska originalet, nu under den nya titeln Var e vargen.
Låten är en av de flitigast utgivna låtarna i Imperiets produktion; inte mindre än sju olika versioner existerar på skiva, varav tre är den engelska versionen The Wild World. 
Efter Imperiets uppbrott 1988 har Joakim Thåström under sin solokarriär och under perioden med Peace, Love & Pitbulls framfört Var e vargen vid flertalet turnéer.

## Tolkning
En tolkning av texten är att den refererar till vargens återkomst i Skandinavien, då den nordiska vargen tidigare utrotats under tidigt 1900-tal, men senare återetablerade sig när finska och ryska vargar vandrade in i Sverige och Norge under slutet av 1970-talet och sedan fick valpar under tidigt 1980-tal.

## Låttext
| Refräng: [×3] Var e vargen Var e vargen – – du trodde var död Vers 1: När månen om natten sätts i brand Av ett isande skrik ifrån norr, är det sant Det de viskar om en rit nånstans Så välsignat vare vårt land Refräng: [×2] Var e vargen Var e vargen – – du trodde var död | Vers 2: I de djupaste skogar från fjällen i skyn Hörs berättas en urgammal myt Om blixtrande ögon du aldrig kan fly Så bevare vår stad och by Refräng: [×2] Var e vargen Var e vargen – – du trodde var död Brygga: [×2] Den vilda världens hunger – – lämnar aldrig dig | Vers 3: Som en levande lavin kommer hungriga djur Över vidden hörs deras tjut Och vinden sjunger ett mollstämt du Människa, är du för eller mot till slut? Refräng: [×4] Det e vargen Det e vargen – – du trodde var död [×3/4] – du hört [×1/4] Brygga: [×8] Den vilda världens hunger – – lämnar aldrig dig |

## Utgivningar
- 1986 Var e vargen (7" singel) Mlrs 48
- 1986 Var e vargen (12" singel) Mlrmz 7
- 1986 Peace (7" singel) Mlrs 49
- 1986 Peace (12" singel) Mlrmz 49
- 1988 Imperiet (Album) Mlr 61
- 1988 Imperiet (Album, samling) Mlr 64/65
- 1988 Kickar (Album, samling) Mlr 79
- 1995 C.C. Cowboys (Promo CD-singel) Mnwpr9505
- 1995 Greatest Hits (Album, samling) Mnw279
- 2002 Alltid rött, alltid rätt (Album, samling) Mnwcd2005
- 2007 Klassiker (Album, samling) Mnwcd2031
- 2009 Silver, guld & misär (Box, samling) Mlrcd115
- 2017 Silver, guld & misär (Vinylbox, samling) 060255732809

## Versioner
- Original (Mlrs 48, Mlrmz 7, Mlr 79, 060255732809)
- "Outgiven version" (Mlr 64/65, 060255732809) (Detta är den ursprungliga Den vilda världen, från 1985)
- Remix -95 (Mnwpr9505, Mnw279, Mnwcd2005, Mnwcd2031, Mlrcd115)
- Vargen Dub (Mlrmz 7, 060255732809)
- The Wild World (Mlrs 49)
- The Wild World remix (Mlrmz 49)
- Wild World (Mlrs 49)

## Cover
- 1996 spelade Ulf Lundell in en cover betitlad Var är vargen. Låten är B-sida på singeln Upp.
- 2014 släppte Martin Rubashov en cover på låten vilken också kom att ingå på EP:n Silvae.
- 2024 gav artisten Saga ut en cover på samma låt.[2]